# 1 500 mètres masculin aux championnats du monde d'athlétisme en salle 2022
Pour un article plus général, voir Championnats du monde d'athlétisme en salle 2022.
Navigation
2018 2024
L'épreuve du 1 500 mètres masculin des championnats du monde en salle de 2022 se déroule les 19 et 20 mars 2022 dans la Štark Arena de Belgrade, en Serbie.

## Résultats

### Séries
Les 2 premiers de chaque série (Q) et les 4 meilleurs temps (q) se qualifient pour la finale.
| Rang | Série | Athlète            | Pays            | Temps   | Notes |
| ---- | ----- | ------------------ | --------------- | ------- | ----- |
| 1    | 3     | Samuel Tefera      | Éthiopie        | 3:37.05 | Q     |
| 2    | 3     | Pietro Arese       | Italie          | 3:37.31 | Q, SB |
| 3    | 3     | Isaac Nader        | Portugal        | 3:37.60 | q     |
| 4    | 4     | Abel Kipsang       | Kenya           | 3:37.67 | Q     |
| 5    | 1     | Teddese Lemi       | Éthiopie        | 3:38.25 | Q     |
| 6    | 1     | Jakob Ingebrigtsen | Norvège         | 3:38.42 | Q     |
| 7    | 4     | Oliver Hoare       | Australie       | 3:38.43 | Q     |
| 8    | 1     | Joshua Thompson    | États-Unis      | 3:38.61 | q     |
| 9    | 1     | Michał Rozmys      | Pologne         | 3:38.61 | q, SB |
| 10   | 3     | Samuel Prakel      | États-Unis      | 3:38.69 | q, SB |
| 11   | 3     | Federico Bruno     | Argentine       | 3:39.34 |       |
| 12   | 4     | Abdelatif Sadiki   | Maroc           | 3:39.38 |       |
| 13   | 1     | Ismael Debjani     | Belgique        | 3:39.47 |       |
| 14   | 4     | Cameron Proceviat  | Canada          | 3:40.47 |       |
| 15   | 4     | Andrew Coscoran    | Irlande         | 3:40.53 |       |
| 16   | 2     | Neil Gourley       | Grande-Bretagne | 3:42.79 | Q     |
| 17   | 2     | Robert Farken      | Allemagne       | 3:43.10 | Q     |
| 13   | 1     | Saúl Ordóñez       | Espagne         | 3:43.67 |       |
| 19   | 2     | Ignacio Fontes     | Espagne         | 3:43.75 |       |
| 20   | 1     | Luke McCann        | Irlande         | 3:44.03 |       |
| 21   | 2     | Charles Grethen    | Luxembourg      | 3:44.87 |       |
| 22   | 2     | Eric Nzikwinkunda  | Burundi         | 3:46.02 | SB    |
| 23   | 3     | Jack Anstey        | Australie       | 3:46.68 |       |
| 24   | 3     | George Mills       | Grande-Bretagne | 3:47.41 |       |
| 25   | 2     | Abdelati El Guesse | Maroc           | 3:47.43 |       |
| 26   | 4     | Simas Bertašius    | Lituanie        | 3:48.48 |       |
| 27   | 4     | Abraham Guem       | Soudan du Sud   | 3:48.82 | NR    |
| 28   | 2     | Nesim Amsellek     | Italie          | 3:55.51 |       |
| 29   | 2     | Gaylord Silly      | Seychelles      | 3:57.16 | SB    |
| 30   | 4     | Alaa Algorni       | Libye           | 3:59.50 | PB    |

### Finale
| Rang               | Athlète            | Pays            | Temps   | Notes |
| ------------------ | ------------------ | --------------- | ------- | ----- |
| Médaille d'or      | Samuel Tefera      | Éthiopie        | 3:32.77 | CR    |
| Médaille d'argent  | Jakob Ingebrigtsen | Norvège         | 3:33.02 |       |
| Médaille de bronze | Abel Kipsang       | Kenya           | 3:33.36 | SB    |
| 4                  | Teddese Lemi       | Éthiopie        | 3:33.59 | SB    |
| 5                  | Oliver Hoare       | Australie       | 3:34.36 | SB    |
| 6                  | Neil Gourley       | Grande-Bretagne | 3:35.87 |       |
| 7                  | Michał Rozmys      | Pologne         | 3:36.71 | SB    |
| 8                  | Pietro Arese       | Italie          | 3:37.60 |       |
| 9                  | Samuel Prakel      | États-Unis      | 3:38.40 | SB    |
| 10                 | Isaac Nader        | Portugal        | 3:39.97 |       |
| 11                 | Robert Farken      | Allemagne       | 3:41.29 |       |
| 12                 | Joshua Thompson    | États-Unis      | 3:44.48 |       |

## Légende
Records et Performances
- AR : Record continental (area record)
- CR : Record des championnats (championship record)
- MR : Record du meeting (meet record)
- NR : Record national (national record)
- OR : Record olympique (olympic record)
- PR : Record paralympique (paralympic record)
- PB : Record personnel (personal best)
- SB : Meilleure performance personnelle de la saison (season's best)
- WL : Meilleure performance mondiale de l'année (world leader)
- WJR : Record du monde junior (world junior record)
- WR : Record du monde (world record)

Circonstances et Conditions
- DNF : N'a pas terminé (did not finish)
- DNS : N'a pas pris le départ (did not start)
- DQ : Disqualification (disqualification)
- NM : Aucun essai valable enregistré (No Mark)
- Q : Qualifié « directement » au prochain tour (ou à la prochaine compétition), lors d'une compétition majeure, grâce au classement ou à la réalisation des minima (automatic qualifier)
- q : Qualifié au prochain tour (ou à la prochaine compétition), lors d'une compétition majeure, grâce au repêchage ou à la réalisation de l'une des meilleures performances parmi celles des « non qualifiés directement » (grâce au meilleur temps ou à la meilleure distance par exemple) (secondary qualifier)